# Новинки (Можайский район)
Новинки — деревня в сельском поселении Клементьевское Можайского района Московской области. До реформы 2006 года относилась к Клементьевскому сельскому округу. Население — 53 чел. (2010).
Деревня расположена на северо-востоке района, у границы с Рузским, примерно в 13 км к северу от Можайска, у впадения в Искону левого притока — р. Пальны, высота над уровнем моря 180 м. Ближайшие населённые пункты — Клементьево на противоположном берегу реки и Вандово Рузского района на севере.

## Население
| 2002 | 2006 | 2010 |
| ---- | ---- | ---- |
| 71   | ↘60  | ↘53  |